# Axel Lille

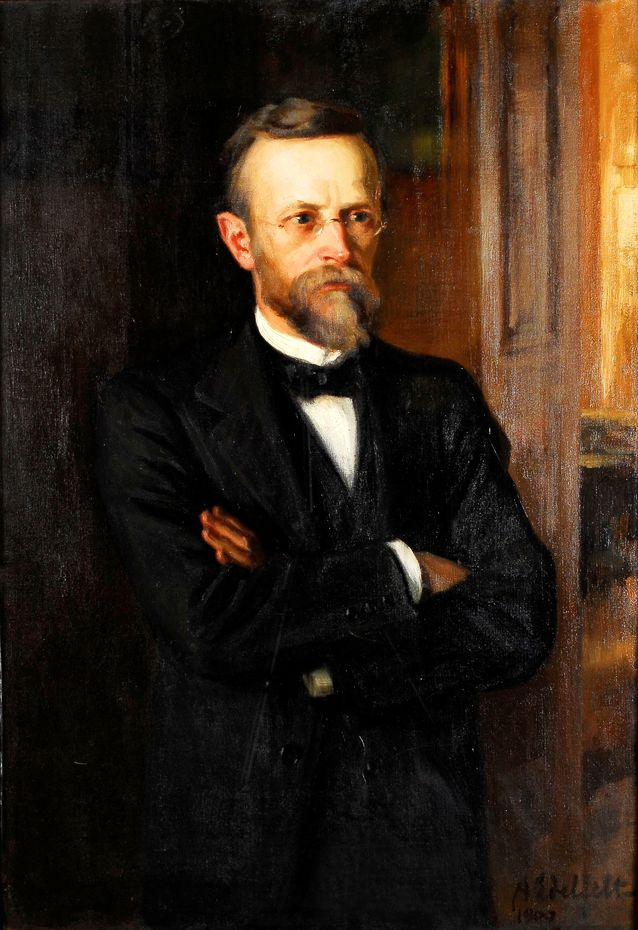
Axel Lille

Axel Johan Lille (Helsinki, 28 maart 1848 - aldaar, 28 juni 1921) was een Fins Zweedstalig politicus.
Lille zag het als zijn taak de Zweedse taal in Finland te beschermen. Als journalist werkte hij voor Vikingen ("De Viking" 1870-1874), waarvan hij ook de laatste hoofdredacteur was. Na 1882 werkte hij voor Nya Pressen ("De Nieuwe Drukpers"). Na 1896 probeerde hij Zweedse Finnen, ongeacht sociale status, samen te brengen in een beweging. Dit resulteerde in 1906 in de oprichting van de Zweedse Volkspartij (Svenska Folkpartiet), een liberale partij. Van 1906 tot 1917 was hij de eerste voorzitter van de SFP.
- International Standard Name Identifier: 0000 0000 5180 1087
- LIBRIS: 244115
- Virtual International Authority File: 59059971